# Lightiodendron
Lightiodendron là một chi thực vật có hoa trong họ Euphroniaceae.

## Loài
Chi Lightiodendron gồm các loài: